# زیردریایی نرپا (کی-۱۵۲)
زیردریایی نرپا (کی-۱۵۲) (به انگلیسی: Russian submarine Nerpa (K-152)) یک زیردریایی است که طول آن ۱۰۸٫۰–۱۱۱٫۷ متر (۳۵۴٫۳–۳۶۶٫۵ فوت) می‌باشد. این زیردریایی  در سال ۲۰۰۸ ساخته شد.